# Charles de Berlaymont
Charles de Berlaymont (1510 – 4. června 1578) byl předsedou finanční rady Nizozemí, rádcem Markéty Parmské a rytířem Řádu zlatého rouna. Roku 1554 se stal guvernérem Namuru.
Jeho manželkou byla Adrienne de Lignes. Byl autorem výroku: „Je to jen hromada žebráků!“ na adresu geusů.